# 14岁 (漫画)
《14歲》是楳圖一雄的長篇恐怖漫畫。1990年至1995年期間在小學館旗下漫畫雜誌《Big Comic Spirits》上連載。本作也是楳圖一雄最後的一部長篇作品。
被視為是楳圖一雄代表作《漂流教室》的續集，集以往作品主題之大成，是對人類心靈中深處的恐懼「孤獨」的一種詮釋。

## 故事簡介
22世紀，人類虛偽與繁華的背後，面臨著即將滅亡的危機。然而有一天，在雞肉製造工場中，出現了長著眼睛的變異雞肉，最終生長成具有高度智慧的雞頭人身。

## 登場人物
Chicken George
天才科學家
Chicken Lucy
Chicken George之助手，由George賦予智慧。
繁野
是「東京金字塔」內的雞肉製造公司之員工，發現并幫助Chicken George。